# Bataille de Fleurus (1794)
Pour les articles homonymes, voir Bataille de Fleurus.
Première Coalition
Batailles
La bataille de Fleurus du 8 messidor an II (26 juin 1794) a lieu pendant la guerre de la Première Coalition entre les coalisés (Royaume-Uni, Saint-Empire, électorat de Brunswick-Lunebourg) et la France. L'armée révolutionnaire française remporte une bataille décisive à Fleurus, entre Charleroi et Namur, dans les Pays-Bas autrichiens (Belgique actuelle).
Les coalisés, commandés par le prince de Saxe-Cobourg, ont pour objectif de lever le siège de Charleroi, ignorant que la ville a accepté une reddition secrète la veille. Organisés en cinq colonnes, ils frappent simultanément les forces françaises déployées en arc de cercle autour de Charleroi et appuyées à ses deux extrémités sur la Sambre.

## Déroulement
La gauche française recule d'abord à travers le bois de Monceau jusqu'à Marchienne, mais là, les Impériaux, s'apercevant de la prise de Charleroi, hésitent. Kléber en profite pour les faire charger par ses troupes et les forcer à reculer.
Morlot, au centre, se replie sur Gosselies, tandis que Championnet doit abandonner Heppignies. Mais Jourdan amène des renforts et fait reprendre ce dernier village.
Le général de l'Armée impériale Beaulieu, qui l'a compris, arrive avec une nouvelle colonne ; mais Jourdan fait donner les réserves, et les Français, après les plus grands efforts, restent maîtres du village de Lambusart. Ainsi partout le combat s'est rétabli : la fin du jour approche. Beaulieu, apprenant, lui aussi, la prise de Charleroi, recule, et Cobourg se décide à ordonner une retraite générale sur Bruxelles.
La bataille eut lieu toute la journée sous un soleil brûlant, et, par endroits, au milieu de véritables incendies, les moissons ayant pris feu.
Le lendemain, les coalisés abandonnent la Belgique et battent en retraite dans le Saint-Empire romain germanique. Les Impériaux perdent définitivement le contrôle de cette région. Les Français prennent Bruxelles (10 juillet) et Anvers (27 juillet) alors que le corps expéditionnaire anglais est rembarqué. La dernière bataille sur le territoire de l'actuelle Belgique se déroulera à Sprimont le 18 septembre.

### Première utilisation militaire d'un ballon d'observation

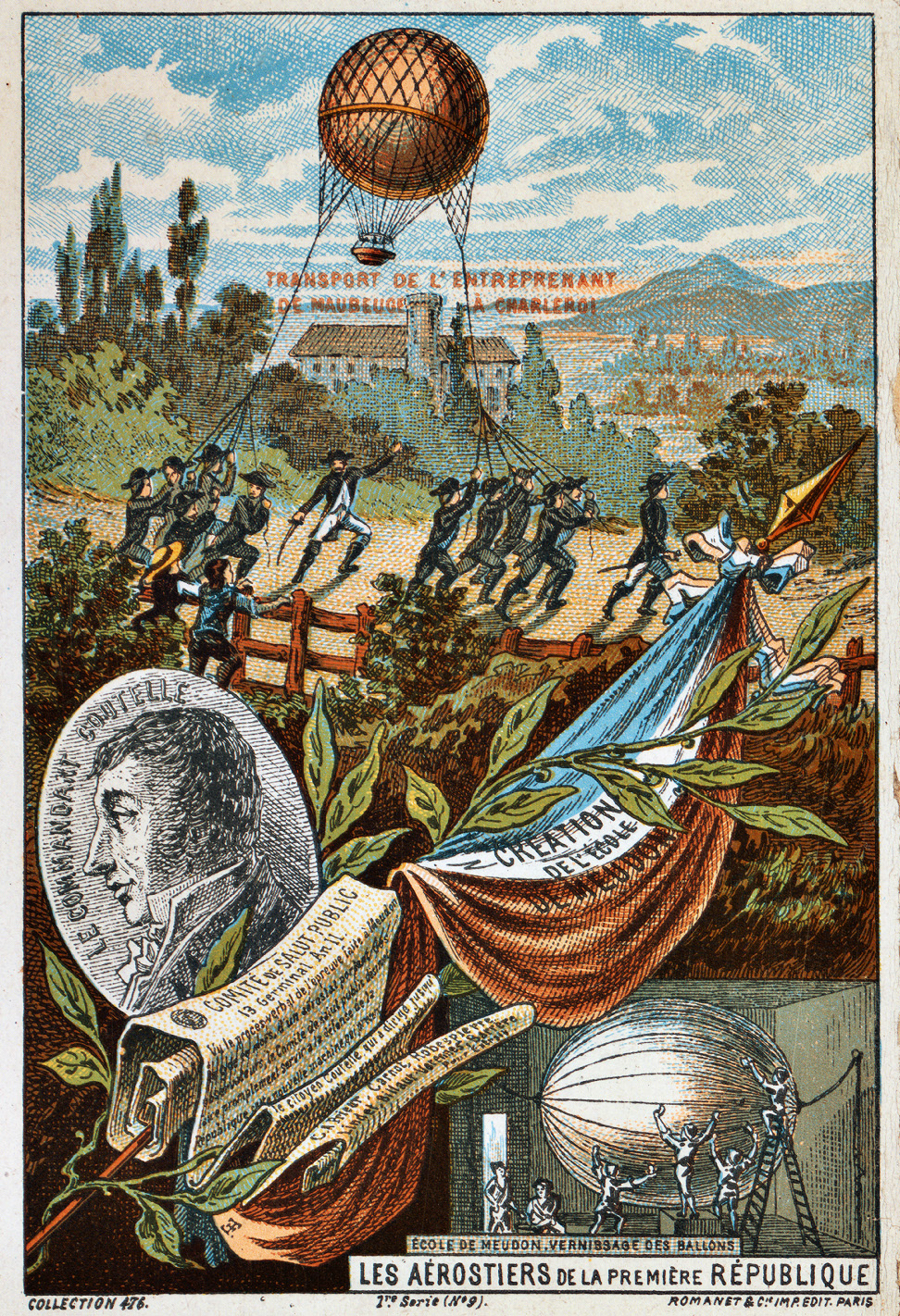
La Compagnie d'aérostiers transporte le ballon à Fleurus.

Cette bataille voit la première utilisation militaire d'un ballon d'observation dans l'histoire de l'aérostation. À bord du ballon à gaz L'Entreprenant le capitaine de la compagnie d'aérostiers Coutelle et un officier peuvent ainsi observer le dispositif des coalisés. Pour que les observations soient transmises rapidement on utilise des pavillons du code de signalisation maritime, ou bien des feuilles de papier annotées transmises au sol dans un petit sac en cuir glissant le long d'un câble. La présence de ce ballon espion affecta surtout le moral des coalisés.

#### Caractéristiques du ballon
Le ballon a une forme parfaitement sphérique d'un diamètre d'environ 10 mètres, pour une capacité de 523 m3 d'hydrogène (H2). L'enveloppe est imperméabilisée par un vernis à base de caoutchouc naturel développé par Jean-Marie-Joseph Coutelle et Nicolas-Jacques Conté ; ce vernis permettra à L'Entreprenant de rester deux mois entiers plein de gaz à l'armée de Sambre-et-Meuse,. Le ballon peut élever une nacelle occupée par deux hommes et atteindre l'altitude de 500 mètres, mais en pratique, il suffit qu'il atteigne 250 à 400 mètres pour être opérationnel.

#### Lieu d'observation durant la bataille
Le ballon s'est élevé à Jumet, sur le plateau occupé actuellement par le dépôt du TEC Charleroi et l'extrémité ouest de la piste de l'aéroport de Gosselies. C'est là aussi que se trouvait l'état-major du général français Jourdan et les représentants du Peuple Guyton de Morveau, Gillet et Saint-Just, « sur le plateau du moulin de Jumey… » construit à l'altitude approximative de 180 mètres.

## Ordre de bataille de l'armée française le 20 juin
L'armée française est forte de 89 592 hommes, moins les 8 625 hommes de la division Muller qui ne participent pas à la bataille.

### Aile droite
Elle est commandée par le général Marceau et est composée des :
- division Marceau (brigades Lorge et Hardy) forte de 7 961 hommes ;
- division Mayer (brigades Prestat et Lecourbe) forte de 8 517 hommes.

Cette aile avait sa droite au niveau de Auvelais et du bois de Copiaux en s'appuyant sur la Sambre et avait sa gauche aux alentours du Campinaire (proche de Lambusart). Les avant-gardes occupaient Wanfercée-Baulet et Velaine.

### Centre
Le centre de l'armée est composé de trois divisions :
- division Lefebvre (brigades : Leval, Jacopin et Sultzmann) pour une force de 8 815 hommes. Cette division était rattachée à celle de Marceau au Campinaire (sur sa droite donc) et sa gauche était à Wagnelée. Son avant-garde était à Fleurus ;
- division Championnet (brigades : Legrand, Grenier et Lerivint) pour une force de 9 088 hommes. Cette division avait sa droite à Wagnelée et sa gauche aux alentours d'Heppignies. Son avant-garde tenait Mellet et Saint-Fiacre ;
- division Morlot (brigades : Olivier et Simon) pour une force de 8 578 hommes. Cette division avait sa droite en avant de Gosselies et sa gauche en avant de Thiméon.

#### Réserves du centre
- réserve d'infanterie Hatry composée des brigades Chapsal et Bonnet pour une force de 11 064 hommes, positionnée en retrait du centre à Ransart.
- division de cavalerie Dubois composée des brigades Soland et d’Hautpoul pour une force de 2 713 cavaliers. Elle est positionnée elle aussi à Ransart.

### Aile gauche
Elle est composée de trois divisions, dont une, la division Muller, n’est pas présente le jour de la bataille car envoyée en renfort au général Schérer pour défendre la Sambre jusqu'à Maubeuge :
- division Kléber (brigades : Duhesme, Fusier et Schlachter) pour une force de 9 969 hommes. Cette division est positionnée sur sa droite aux alentours de Gosselies et sur sa gauche sur les hauteurs en avant de Jumet, formant une seconde ligne de l'aile gauche ;
- division Montaigu (brigades : Richard, Poncet et Boisset) pour une force de 8 358 hommes. La droite de cette division est située à Piéton, son centre à Trazegnies et sa gauche aux alentours du bois de Monceau (Monceau-sur-Sambre) et de Forchies ;
- division Muller (brigades : Ransonnet et Chevalier) forte de 8 625 hommes ; cette division ne participe pas à la bataille.

#### Réserve de gauche
- Brigade Daurier forte de 5 904 hommes, positionnée à Fontaine-l'Évêque, Leernes et Wespe.

## Les pertes
D'après Jean-de-Dieu Soult, 5 000 soldats français ont été mis hors combat tandis que les coalisés ont laissé 7 000 morts. Les chiffres donnés par Soult paraissent crédibles, ce dernier était présent sur le champ de bataille et précise que la bataille a duré quinze heures. D'après Waldeck, ils ont perdu 5 000 hommes, dont les 2 800 hommes de la garnison de Charleroi. Le 4 juillet, l'état des pertes est dressé au quartier général de Cobourg, à Waterloo ; le bilan des troupes impériales à Fleurus est de 208 morts, 1 017 blessés, 361 prisonniers, un mortier, 3 caissons et un étendard. Selon l'historien Victor César Eugène Dupuis, les Hollandais ont probablement perdu environ 700 hommes.